# São Bartolomeu da Serra
São Bartolomeu da Serra era una freguesia portuguesa del municipio de Santiago do Cacém, distrito de Setúbal.

## Historia
Freguesia acusadamente rural, afectada por un intenso proceso de despoblación (llegó a tener 1315 habitantes en 1950) fue suprimida el 28 de enero de 2013, en aplicación de una resolución de la Asamblea de la República portuguesa promulgada el 16 de enero de 2013 al unirse con las freguesias de Santa Cruz y Santiago do Cacém, formando la nueva freguesia de Santiago do Cacém, Santa Cruz e São Bartolomeu da Serra.